# Jacques de Verloz de Salins
Jacques de Verloz de Salins, mort le mars 1341, probablement à Rome, est un archevêque-comte de Tarentaise, sous le nom de Jacques de Salins (Jacobus de Salino). Il serait issu de la famille Verloz, originaire de Salins.

## Biographie
La date de naissance de Jacques de Verloz (Jacobus de Salino) n'est pas connue. Il est issu de la famille des Verloz, de Salins, un village voisin de la cité archiépiscopale de Moûtiers.
Joseph-Antoine Besson (1759) indique qu'il a été chanoine, puis sacristain de la cathédrale Saint-Pierre de Moûtiers,.
Prieur de la cathédrale, il est désigné par Chapitre, le 13 juillet 1334, pour succéder à Bertrand de Bertrand sur le trône archiépiscopal de Moûtiers,,. Il monte sur le trône le 5 septembre,.
Son épiscopat est notamment marqué par les tensions séculaires avec la maison de Savoie. Un an après son élection, en octobre 1335, le conflit se déclare. Le châtelain comtal de Salins réclame un individu par les soldats de l'archevêque sur les terres de l'archevêque, mais il n'obtient pas satisfaction. Il tente par deux fois de faire arrêter des individus dans la cité de Moûtiers, mais échoue face à la réaction de la population. Le bilan est de quelques blessés et un mort,. La situation s'envenime et des arrestations ont lieu. La situation dégénère et les soldats du comte de Savoie mènent un siège contre la cité épiscopale,,. Jacques de Verloz se rend auprès du comte Aymon de Savoie, qui se trouve à Annecy, et ce dernier aurait déclaré : « Qu'ils subissent le siège ou laissent arrêter les étrangers chez eux ! » ( « qui paterentur obsidionem aut captionem alienigenarum in civitate Musterii »),,.
Après quinze jours, en novembre 1335, la cité se rend. Les remparts de la ville sont démantelées et même que les portes donnant sur la ville de Salins,,. Le prélat obtient des lettres de grâce de la part du comte en 1336 et tente de dédommager la ville. Cette action est mal vue par l'institution et une plainte est faite auprès du pape, qui ordonne une enquête,. Son élection est de plus apparue suspecte et aurait été « entachée de simonie »,.
L'enquête démontrera plus tard qu'il y a eu quelques malversations en Tarentaise. Par ailleurs, certaines accusations restaient infondées.
Jacques de Verloz meurt en mars 1341, de chagrin selon Besson,, à Rome où il avait été invité à répondre aux accusations. Un administrateur dit abbé Bernard est envoyé pour la transition. Le 3 décembre 1342, Jean de Bertrand monte sur le trône.